# SuperDisk

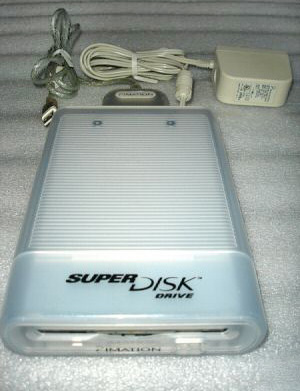
SuperDisk drive prodotto da Imation

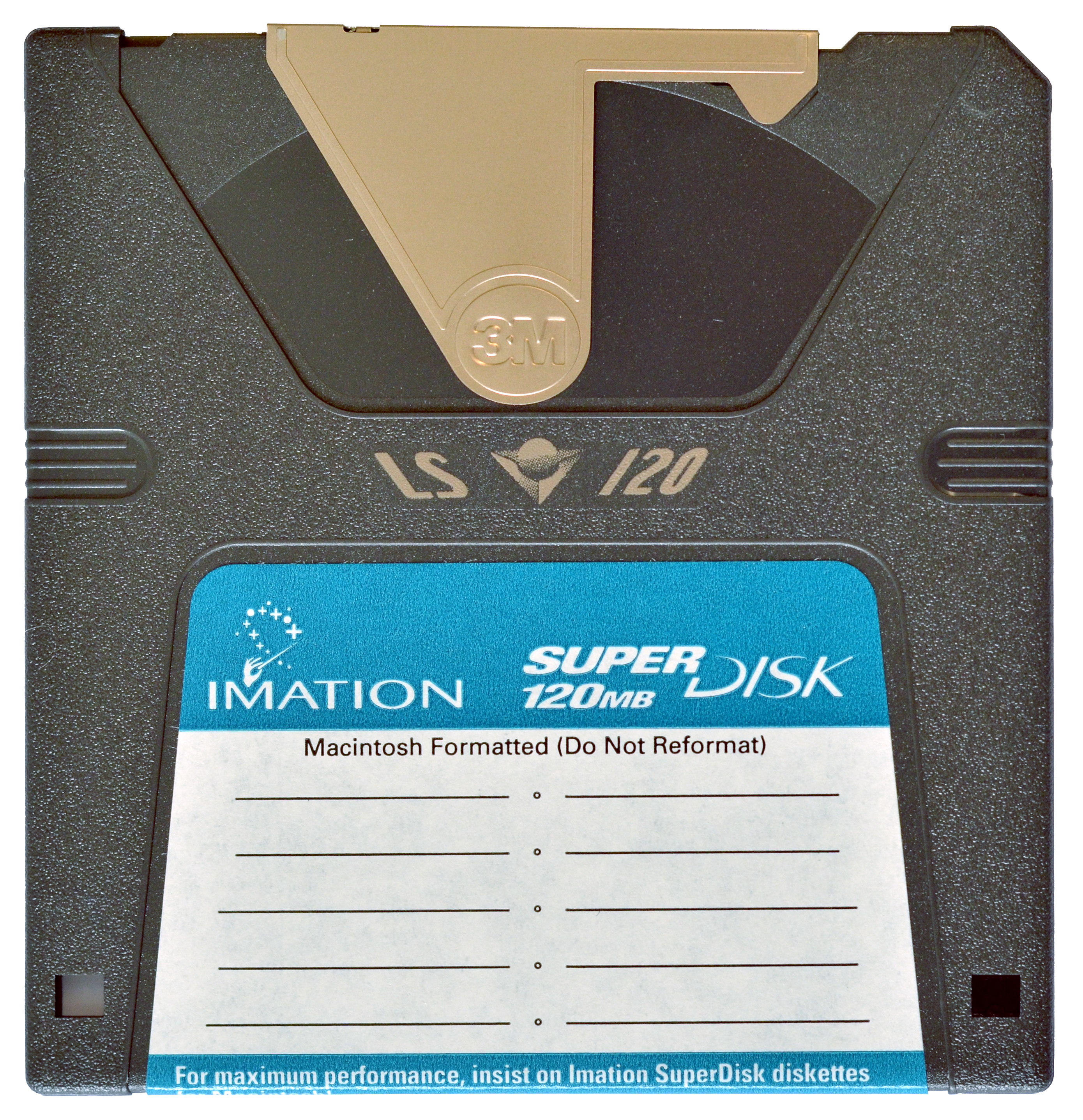
Un disco LS-120

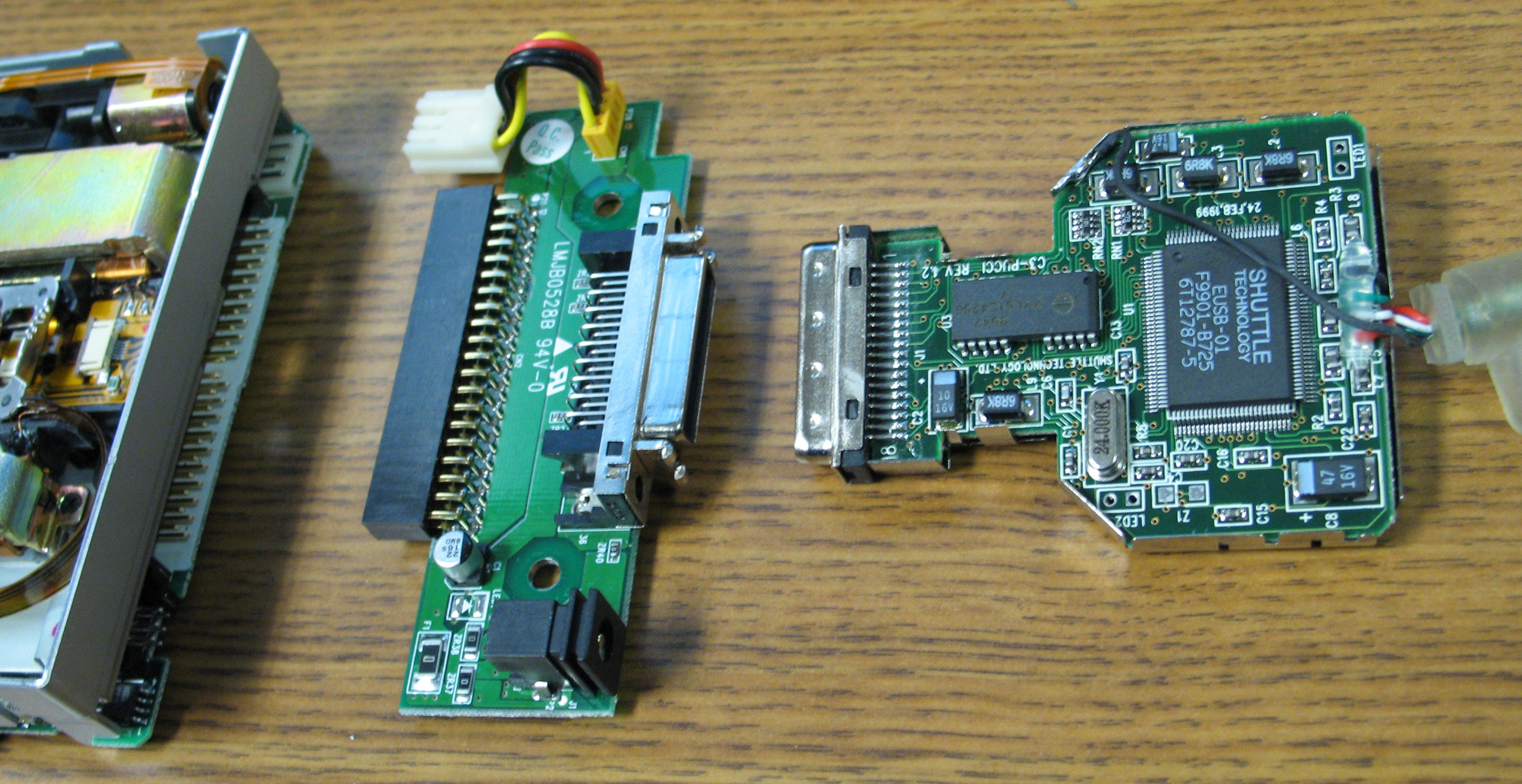
Componenti del circuito di un SuperDisk drive esterno USB per Macintosh (lo stesso mostrato più in alto all'inizio di questa pagina). Il drive ha le stesse dimensioni di un floppy drive standard da 3.5", ma usa un'interfaccia ATA. Sulla destra si nota l'adattatore USB-ATA, che si collega ad una scheda intermedia (detta daughterboard) alimentata esternamente per fornire l'energia necessaria al funzionamento del drive. Il drive infatti non funziona se connesso solamente alla presa USB in quanto non riceverebbe potenza sufficiente.

Il SuperDisk, conosciuto anche come LS-120 e nella sua versione più recente come LS-240, è un supporto di memoria di massa alternativo al Floppy Disk da 3.5" in quanto, pur utilizzando dischetti simili e delle stesse dimensioni, ha una maggiore velocità e maggiore capacità (120 MB nella versione LS-120, 240 MB nella versione LS-240). L'hardware del Superdisk fu introdotto nel mercato da 3M Storage Products Group (successivamente conosciuta col marchio Imation) intorno al 1997. I drive erano prodotti da Matsushita e Mitsubishi. Il sistema non ebbe il successo sperato, pochi OEM lo supportarono (ad esempio Compaq) ma nemmeno la retrocompatibilità con i vecchi floppy diede la spinta al progetto che rimase pressoché ignorato dal mercato.

## Storia
SuperDisk fu un progetto di Iomega dei primi anni novanta. In pratica è un esempio di disco magneto-ottico, dove un laser è usato per guidare le testine magnetiche (che sono più piccole di quelle che si trovano nei tradizionali drive floppy) sulla superficie del disco. Iomega nel frattempo decide di lanciare il suo Zip drive nel 1994. Il progetto del SuperDisk passò così a 3M, dove fu rifinito il concetto del funzionamento e il design fu dato in licenza a Matsushita (Panasonic) e Mitsubishi.
Matsushita continuò lo sviluppo tecnologico e creò il SuperDisk LS-240; ha una doppia capacità rispetto al progetto iniziale e fu anche aggiunta la funzione che permetteva di formattare un normale floppy a 32 MB. Questa capacità aveva però un rovescio della medaglia: bisognava riscrivere tutto il dischetto ogni volta che veniva apportato un cambiamento, come accade con i CD-RW.
Il SuperDisk è stato usato in due modelli di fotocamera digitale Panasonic: i modelli PV-SD4090 e PV-SD5000, che permettevano l'uso di LS-120 o di un normale Floppy come memoria.

## Specifiche tecniche
La capacità reale di un disco LS-120 è 120.375 MiB, mentre un LS-240 ha una capacità reale di 240.750 MiB.
Il SuperDisk è stato venduto nelle varianti a porta parallela, USB, ATAPI e SCSI. Tutti erano in grado di leggere e scrivere i vecchi Floppy da 1.44 MB (1440 KiB) e quelli da 720 KiB, nonché i Floppy MFM usati nei PC, negli Apple Macintosh (solo se formattati in High Density), ed in molte workstation.
Imation distribuì anche una versione di SuperDisk con tecnologia crittografica di sicurezza (Secured Encryption Technology) che utilizzava l'algoritmo Blowfish con chiave per cifratura dei contenuti a 64 bit.

## Critiche ed inadeguatezza
Gli utenti Apple Macintosh per primi lamentarono l'impossibilità di leggere i vecchi Floppy GCR da 800K o 400K usati dai meno recenti Macintosh.
Il grande successo di Iomega Zip drive già maturato da almeno 3 anni prima dell'uscita di SuperDisk, lasciò quest'ultimo nell'indifferenza del pubblico, malgrado avesse a suo vantaggio la retrocompatibilità con i Floppy disk standard.
Dagli anni 2000, tutta la categoria dei supporti removibili magnetici si avviò velocemente al declino a causa del repentino calo dei prezzi dei supporti ottici CD-R e CD-RW e soprattutto per l'arrivo delle più comode e pratiche pendrive USB.
In ambiente Windows XP, un SuperDisk USB appare come un Floppy da 3.5" e, se non è presente un lettore Floppy standard, acquisisce la lettera A: (altrimenti la B:)